# ロシア国家対テロ委員会
ロシア国家対テロ委員会（ロシアこっかたいテロいいんかい。露：Национальный антитеррористический комитет；НАК）は、2006年2月、連邦執行権力機関、ロシア連邦主体、地方自治体間のテロ対策活動を調整するために設置されたロシアの機関。
国家対テロ委員会事務局は、連邦保安庁（FSB）職員300人、連邦警護庁（FSO）職員7人から成る。

## 委員会事務局
国家対テロ委員会事務局規程に従う。
- テロ予防活動調整局（P局）
- テロ対策活動調整局（B局）
- 情報分析局（I局）
- 行政課

## 委員
2008年8月8日現在の構成。
- 連邦保安庁長官（委員会議長）
- 大統領府副長官
- 内務相（委員会副議長）
- 連邦保安庁次官（委員会副議長/委員会事務局長）
- 連邦議会連邦会議副議長
- 連邦議会国家会議副議長
- 政府副議長/政府官房長
- 民間防衛問題・非常事態・自然災害復旧相
- 外務相
- 保健・社会発展相
- 通信・マスコミ相
- 産業・貿易相
- 運輸相
- エネルギー相
- 法務相
- 対外情報庁長官
- 連邦麻薬流通監督庁長官
- 連邦警護庁長官
- 連邦金融監督庁長官
- ロシア連邦軍参謀総長/国防第一次官
- 安全保障会議副書記

ロシア連邦主体（共和国、連邦直轄市、地方、州、自治州、自治管区）レベルにも、対テロ委員会が設置されており、主体の長が委員長となり、議会議長とFSB、内務省、非常事態省、連邦麻薬流通監督庁、連邦警護庁の現地機関代表が委員となっている。

## 作戦本部
テロ事件が発生し、対テロ作戦を実施する必要がある場合、連邦又は連邦主体レベルで作戦本部が設置される。対テロ作戦実施時、一定の期間・場所において、市民の権利と自由を制限する特別の法体制が布かれる。
連邦作戦本部は、大統領が指定する者が本部長、内務相とFSB次官が副本部長となり、連邦主体作戦本部は、FSB現地機関の長が本部長、現地内務機関の長が副本部長となる。なお、チェチェン共和国だけは、特別編成であり、内務次官が本部長、FSBチェチェン共和国支局長が第一副本部長、北カフカーズ地域対テロ作戦実施統合軍集団司令官が副本部長となる。